# Olympische Sommerspiele 1996/Leichtathletik – 800 m (Frauen)

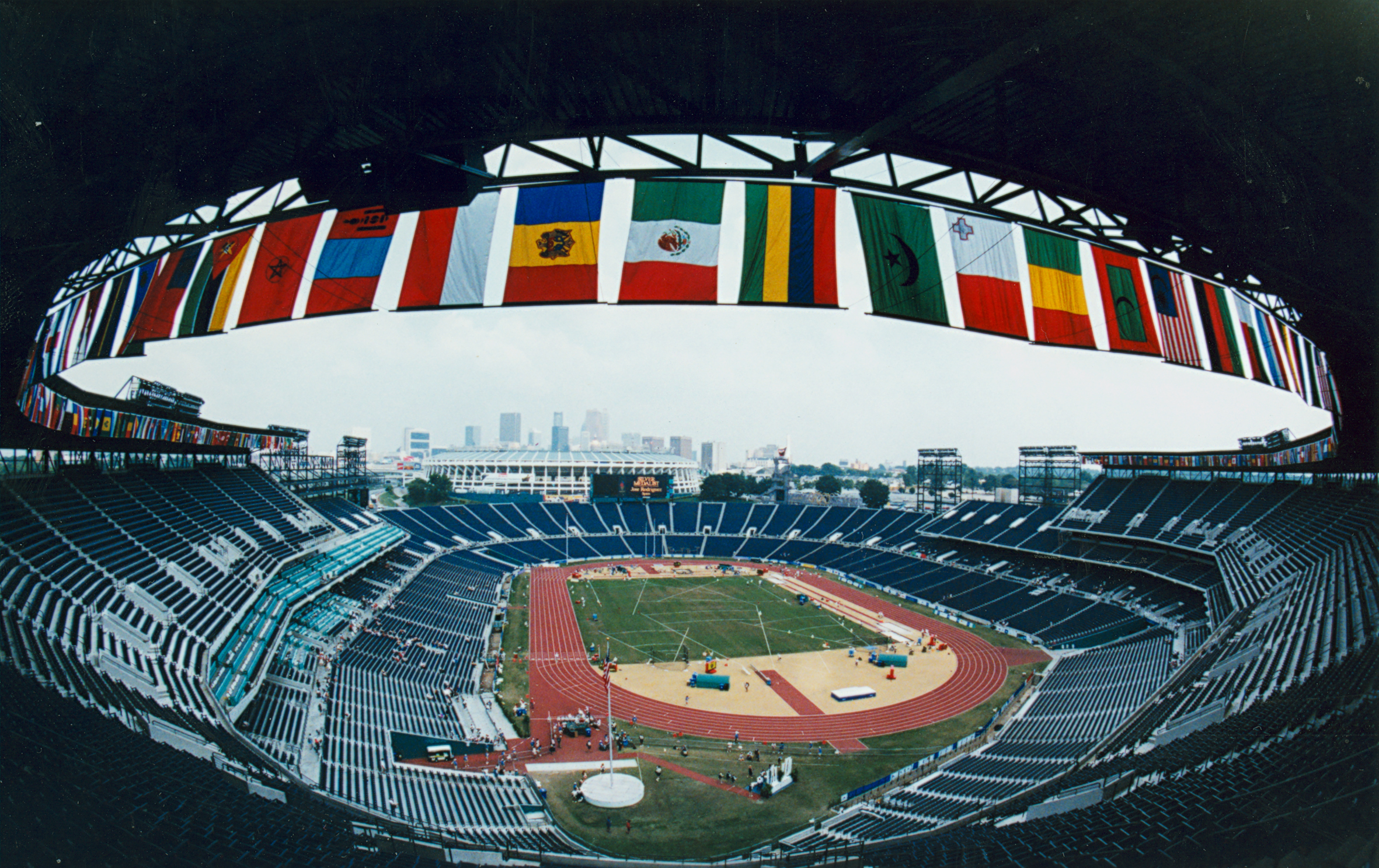
Das Centennial Olympic Stadium von Atlanta im Jahr 1996

Der 800-Meter-Lauf der Frauen bei den Olympischen Spielen 1996 in Atlanta wurde am 26., 27. und 29. Juli 1996 im Centennial Olympic Stadium ausgetragen. 36 Athletinnen nahmen teil.
Olympiasiegerin wurde die Russin Swetlana Masterkowa. Sie gewann vor der Kubanerin Ana Fidelia Quirot und Maria Mutola aus Mosambik.
Für Deutschland startete Linda Kisabaka, die im Halbfinale ausschied.

Athletinnen aus der Schweiz, Österreich und Liechtenstein nahmen nicht teil.

## Aktuelle Titelträgerinnen
| Olympiasiegerin 1992                      | Ellen van Langen ( Niederlande) | 1:55,54 min | Barcelona 1992       |
| Weltmeisterin 1995                        | Ana Fidelia Quirot ( Kuba)      | 1:56,11 min | Göteborg 1995        |
| Europameisterin 1994                      | Ljubow Gurina ( Russland)       | 1:58,55 min | Helsinki 1994        |
| Panamerikanische Meisterin 1995           | Meredith Rainey ( USA)          | 1:59,44 min | Mar del Plata 1995   |
| Zentralamerika und Karibik-Meisterin 1995 | Ana Fidelia Quirot ( Kuba)      | 2:01,79 min | Guatemala-Stadt 1995 |
| Südamerika-Meisterin 1995                 | Marlene da Silva ( Brasilien)   | 2:04,57 min | Manaus 1995          |
| Asienmeisterin 1995                       | Jyotirmoyee Sikdar ( Indien)    | 2:06,75 min | Jakarta 1995         |
| Afrikameisterin 1996                      | Naomi Mugo ( Kenia)             | 2:02,8 min  | Yaoundé 1996         |
| Ozeanienmeisterin 1994                    | Andrea Williams ( Neuseeland)   | 2:14,13 min | Auckland 1994        |

## Bestehende Rekorde
| Weltrekord         | 1:53,28 min | Jarmila Kratochvilová ( Tschechoslowakei) | München, BR Deutschland       | 26. Juli 1983 |
| Olympischer Rekord | 1:53,43 min | Nadija Olisarenko ( Sowjetunion)          | Finale OS Moskau, Sowjetunion | 27. Juli 1980 |

Der bestehende olympische Rekord wurde bei diesen Spielen nicht erreicht. Die spätere Olympiadritte Maria Mutola aus Mosambik verfehlte den Rekord im schnellsten Rennen, dem zweiten Halbfinale, mit ihren 1:57,62 min um 4,19 Sekunden. Zum Weltrekord fehlten ihr 4,34 Sekunden.

## Vorrunde
26. Juli 1996
Die Athletinnen traten zu insgesamt fünf Vorläufen an. Für das Halbfinale qualifizierten sich pro Lauf die ersten zwei Sportlerinnen. Darüber hinaus kamen die sechs Zeitschnellsten, die sogenannten Lucky Loser, weiter. Die direkt qualifizierten Läuferinnen sind hellblau, die Lucky Loser hellgrün unterlegt.
Anmerkung:
Alle Zeiten sind in Ortszeit Atlanta (UTC−5) angegeben.

### Vorlauf 1
17:00 Uhr
| Platz | Name                | Nation              | Zeit (min) |
| ----- | ------------------- | ------------------- | ---------- |
| 1     | Swetlana Masterkowa | Russland            | 1:59,67    |
| 2     | Letitia Vriesde     | Suriname            | 1:59,71    |
| 3     | Luciana Mendes      | Brasilien           | 2:00,25    |
| 4     | Nouria Benida       | Algerien            | 2:02,44    |
| 5     | Zhang Jian          | Volksrepublik China | 2:04,17    |
| 6     | Léontine Tsiba      | Republik Kongo      | 2:08,58    |
| 7     | Sharette García     | Belize              | 2:13,52    |
| DNS   | Tina Paulino        | Mosambik            |            |

### Vorlauf 2

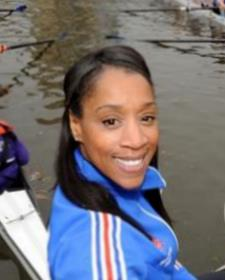
Diane Modahl gab im zweiten Vorlauf ihr Rennen auf

17:07 Uhr
| Platz | Name               | Nation         | Zeit (min) |
| ----- | ------------------ | -------------- | ---------- |
| 1     | Maria Mutola       | Mosambik       | 1:58,98    |
| 2     | Jelena Afanassjewa | Russland       | 1:59,18    |
| 3     | Linda Kisabaka     | Deutschland    | 1:59,56    |
| 4     | Viviane Dorsile    | Frankreich     | 2:00,02    |
| 5     | Eduarda Coelho     | Portugal       | 2:03,23    |
| 6     | Marta Orellana     | Argentinien    | 2:04,99    |
| DNF   | Diane Modahl       | Großbritannien |            |

### Vorlauf 3

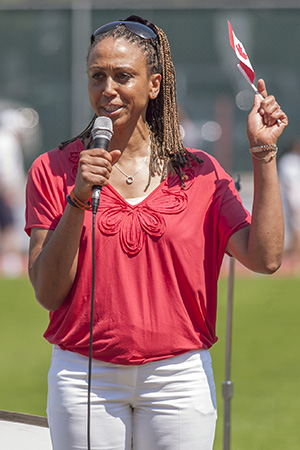
Rang sechs im dritten Vorlauf reichte für Charmaine Crooks (Foto: 2013) nicht zur Teilnahme an der nächsten Runde

17:14 Uhr
| Platz | Name                | Nation     | Zeit (min) |
| ----- | ------------------- | ---------- | ---------- |
| 1     | Natallja Duchnowa   | Belarus    | 1:59,23    |
| 2     | Toni Hodgkinson     | Neuseeland | 1:59,3     |
| 3     | Dawn Williams       | Dominica   | 1:59,65    |
| 4     | Meredith Rainey     | USA        | 1:59,96    |
| 5     | Ljubow Zjoma        | Russland   | 2:00,18    |
| 6     | Charmaine Crooks    | Kanada     | 2:00,28    |
| 7     | Yaznee Nasheeda     | Malediven  | 2:36,85    |
| DNF   | Ana Amelia Menéndez | Spanien    |            |

### Vorlauf 4
17:22 Uhr
| Platz | Name               | Nation      | Zeit (min) |
| ----- | ------------------ | ----------- | ---------- |
| 1     | Ana Fidelia Quirot | Kuba        | 1:59,98    |
| 2     | Stella Jongmans    | Niederlande | 2:00,26    |
| 3     | Joetta Clark       | USA         | 2:00,38    |
| 4     | Malin Ewerlöf      | Schweden    | 2:01,61    |
| 5     | Petja Straschilowa | Bulgarien   | 2:02,13    |
| 6     | Lisa Lightfoot     | Australien  | 2:02,88    |
| 7     | Restituta Joseph   | Tansania    | 2:08,31    |

### Vorlauf 5
17:30 Uhr
| Platz | Name                    | Nation         | Zeit (min) |
| ----- | ----------------------- | -------------- | ---------- |
| 1     | Kelly Holmes            | Großbritannien | 1:58,80    |
| 2     | Patricia Djaté-Taillard | Frankreich     | 1:58,98    |
| 3     | Ludmila Formanová       | Tschechien     | 1:59,37    |
| 4     | Suzy Hamilton           | USA            | 2:00,47    |
| 5     | Inez Turner             | Jamaika        | 2:01,48    |
| 6     | Kutre Dulecha           | Äthiopien      | 2:04,80    |
| DNF   | Adama Njie              | Gambia         |            |

## Halbfinale
27. Juli 1996, ab 20:25 Uhr
Aus den beiden Halbfinalläufen qualifizierten sich die jeweils ersten vier Athletinnen für das Finale (hellblau unterlegt).

### Lauf 1
20:25 Uhr
| Platz | Name                | Nation         | Zeit (min) |
| ----- | ------------------- | -------------- | ---------- |
| 1     | Swetlana Masterkowa | Russland       | 1:57,95    |
| 2     | Ana Fidelia Quirot  | Kuba           | 1:57,99    |
| 3     | Kelly Holmes        | Großbritannien | 1:58,49    |
| 4     | Natallja Duchnowa   | Belarus        | 1:58,67    |
| 5     | Dawn Williams       | Dominica       | 1:59,06    |
| 6     | Linda Kisabaka      | Deutschland    | 1:59,23    |
| 7     | Viviane Dorsile     | Frankreich     | 2:00,68    |
| DNF   | Stella Jongmans     | Niederlande    |            |

### Lauf 2

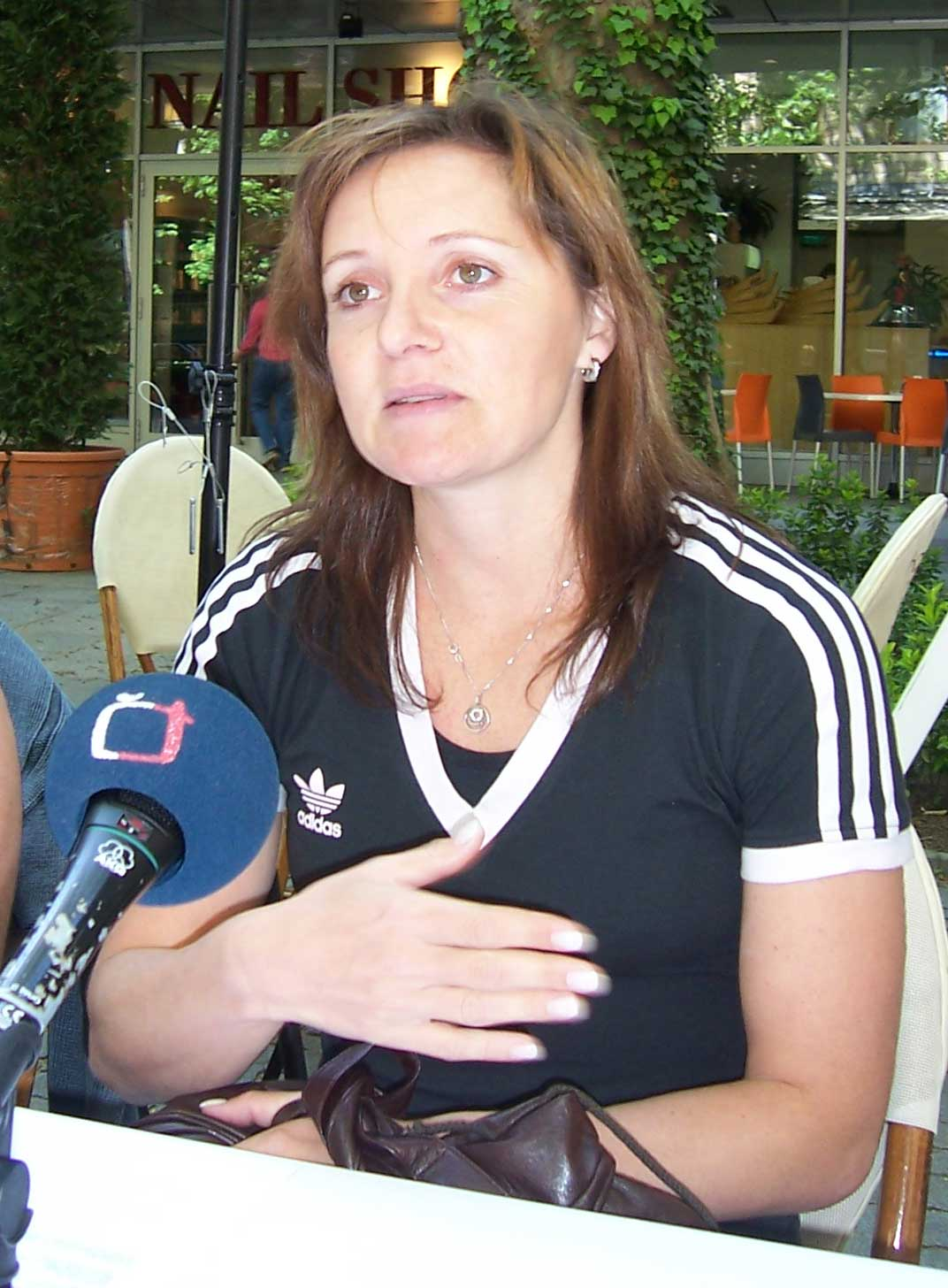
Ludmila Formanová scheiterte als Sechste ihres Rennens im Halbfinale

20:35 Uhr
| Platz | Name                    | Nation     | Zeit (min) |
| ----- | ----------------------- | ---------- | ---------- |
| 1     | Maria Mutola            | Mosambik   | 1:57,62    |
| 2     | Jelena Afanassjewa      | Russland   | 1:57,77    |
| 3     | Patricia Djaté-Taillard | Frankreich | 1:57,93    |
| 4     | Toni Hodgkinson         | Neuseeland | 1:58,25    |
| 5     | Letitia Vriesde         | Suriname   | 1:58,29    |
| 6     | Ludmila Formanová       | Tschechien | 1:59,28    |
| 7     | Meredith Rainey         | USA        | 1:59,36    |
| 8     | Ljubow Zjoma            | Russland   | 2:02,50    |

## Finale

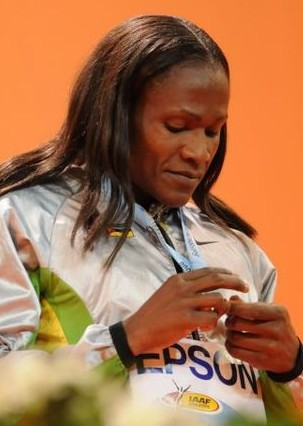
Maria Mutola, Weltmeisterin von 1993, gewann die Bronzemedaille
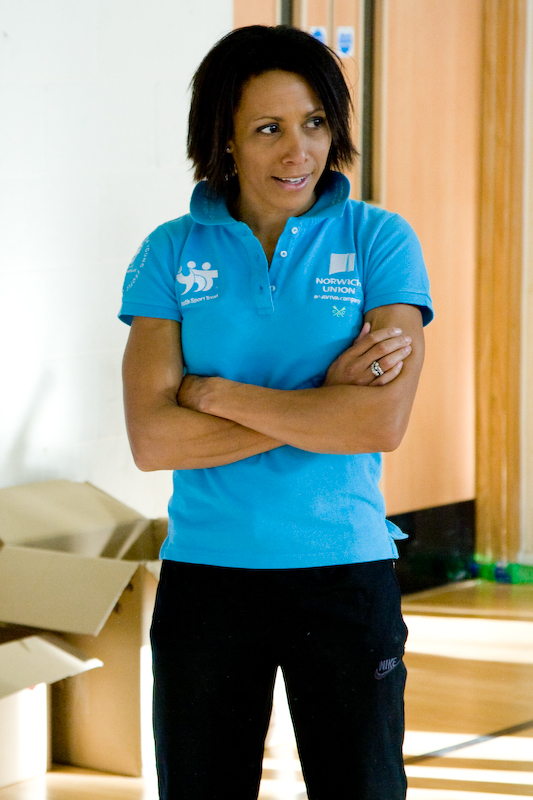
Die Olympiavierte Kelly Holmes

29. Juli 1996, 19:15 Uhr
| Platz | Name                    | Nation         | Zeit (min) |
| ----- | ----------------------- | -------------- | ---------- |
| 1     | Swetlana Masterkowa     | Russland       | 1:57,73    |
| 2     | Ana Fidelia Quirot      | Kuba           | 1:58,11    |
| 3     | Maria Mutola            | Mosambik       | 1:58,71    |
| 4     | Kelly Holmes            | Großbritannien | 1:58,81    |
| 5     | Jelena Afanassjewa      | Russland       | 1:59,57    |
| 6     | Patricia Djaté-Taillard | Frankreich     | 1:59,61    |
| 7     | Natallja Duchnowa       | Belarus        | 2:00,32    |
| 8     | Toni Hodgkinson         | Neuseeland     | 2:00,54    |

Für das Finale hatten sich zwei Russinnen qualifiziert. Sie trafen auf je eine Starterin aus Frankreich, Kuba, Mosambik, Neuseeland, Großbritannien und Belarus.
Als Favoritinnen galten die kubanische Weltmeisterin Ana Fidelia Quirot und die Weltmeisterin von 1993 Maria Mutola aus Mosambik. Weitere Medaillenanwärterinnen waren die Vizeweltmeisterin von 1995 Letitia Vriesde aus Surinam und die britische WM-Dritte von 1995 Kelly Holmes.
Im Finale ging die Russin Swetlana Masterkowa gleich nach dem Start, als die Läuferinnen auf die Innenbahn ziehen konnten, in Führung. Mit einer Durchgangszeit von 58,43 s war das Rennen nicht überragend schnell. So blieb das Feld zunächst komplett geschlossen. Vor allem Mutola, Quirot und auch Masterkowas Landsfrau Jelena Afanassjewa blieben teilweise nebeneinander laufend auf Tuchfühlung. Zu Beginn der zweiten Runde führten die beiden Russinnen. Die Läuferinnen hinter ihnen liefen in Pärchen oder zu dritt nebeneinander, um sich gute Positionen für das Finish zu sichern. Noch blieb eine Temposteigerung aus. Auf der Gegengeraden wurde es dann immer schneller. Quirot sicherte sich vor der Zielkurve Platz zwei hinter Masterkowa. Aus dem Mittelfeld spurtete nun Holmes vorbei an Quirot und lag in der Kurve neben Masterkowa. Dahinter folgten Quirot und Mutola. Auch die Französin Patricia Djaté-Taillard hatte zu Beginn der Zielgeraden noch Kontakt zu den vier Führenden. Hinter ihr gab es allerdings eine Lücke. Auf den letzten achtzig Metern war Swetlana Masterkowa die klar schnellste Läuferin und machte ihren Start-Ziel-Sieg perfekt. Sie gewann vor Ana Fidelia Quirot und Maria Mutola auf Platz drei, die sich knapp vor Kelly Holmes die Bronzemedaille sicherte. Fünfte wurde Jelena Afanassjewa, die zum Schluss Patricia Djaté-Taillard noch auf Rang sechs verdrängen konnte
Fünf Tage später gewann Swetlana Masterkowa auch den 1500-Meter-Lauf.
Swetlana Masterkowa war die erste Olympiasiegerin für das Land Russland über 800 Meter.
Maria Mutola gewann die erste olympische Medaille überhaupt für Mosambik.

## Videolinks
- 6337 Olympic 1996 800m Women, youtube.com, abgerufen am 12. 2022
- Women's 800m Atlanta Olympics 1996, youtube.com, abgerufen am 7. März 2018